# Jerzy Sebastian Lubomirski

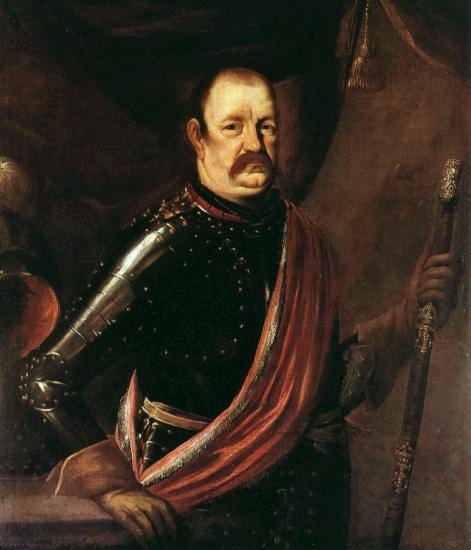
Jerzy Sebastian Fürst Lubomirski den Hetmansstab in der linken Hand haltend

Jerzy Sebastian Lubomirski (* 20. Januar 1616 in Wiśnicz; † 31. Dezember 1667 in Breslau) war ein polnischer Aristokrat, Magnat, Politiker, Feldherr, Beamter im Staatsdienst sowie Reichsfürst im Heiligen Römischen Reich aus dem Adelsgeschlecht der Lubomirskis.

## Leben

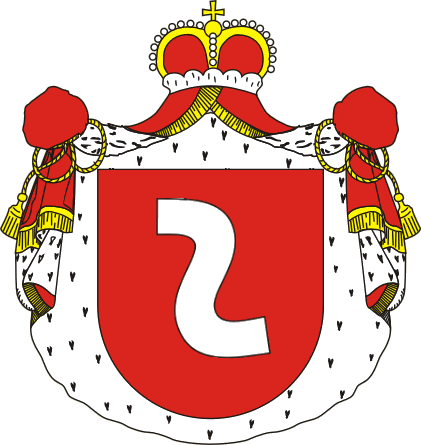
Das Adelswappen der Familie Lubomirski: Wappengemeinschaft „Szreniawa bez Krzyża“

Lubomirski war ein berühmter polnischer General während der Kriege Polen-Litauens gegen die Saporoger Kosaken unter Hetman Bogdan Chmielnicki, das Zarentum Russland unter Zar Alexei, die Schweden unter König Karl X. Gustav und Siebenbürgen unter Fürst Georg II. Rákóczi in den Jahren 1648–1660.
Er organisierte in Südpolen den Widerstand gegen die schwedischen Invasoren 1655. Er schlug die Truppen von György II. Rákóczy zurück und marschierte 1657 in Siebenbürgen ein, wodurch er den siebenbürgischen Fürsten zur Aufgabe zwang. Im Bund mit dem Großhetman der Krone, Stanisław „Rewera“ Potocki, besiegte er eine russisch-kosakische Armee unter der Führung von Wassili Scheremjetjew in der Schlacht bei Tschudnow 1660 und bewog sie zur Kapitulation.
Er war ein starker Verfechter der Goldenen Freiheit und der Führer der Opposition gegen den polnischen König Johann II. Kasimir und dessen Reformen, unter anderem das Vivente Rege. Im Kampf gegen das Königshaus suchte er Unterstützung bei Österreich und Brandenburg. Auf seine Veranlassung fiel die Reform der Königswahl zweimal im polnischen Reichstag durch, so 1660 und 1661. Der König klagte ihn des Landesverrats an (Bündnisse mit auswärtigen Mächten sowie allgemeine Agitation gegen den eigenen Souverän). Er wurde schließlich durch einen Beschluss des Sejms von 1664 entmachtet. Er verlor all seine Ämter und Titel und ging in die Verbannung ins Heilige Römische Reich.
Von Schlesien (damals Teil des Königreichs Böhmen) aus nahm er Kontakt zum römisch-deutschen Kaiser, dem brandenburgischen Kurfürsten und dem schwedischen Königshaus auf, mit denen er jeweils gegen den polnischen König und seine Reformen gerichtete Übereinkünfte schloss. Er gab sich öffentlich als Protagonist der Goldenen Freiheit gegen den angeblich aufkeimenden Absolutismus in Polen. Er konnte im Rahmen der nach ihm benannten Konföderation einen Teil des polnischen Adelsaufgebots auf seine Seite ziehen und das polnische Parlament durch seine Sympathisanten mittels des Liberum Vetos lahmlegen. Er schlug, während sich Polen mit Russland noch im Kriegszustand befand, die königlichen Truppen in mehreren Schlachten, so bei Tschenstochau 1665 und bei Mątwy 1666.
Der polnische König, durch militärische Niederlagen geplagt, sah sich gezwungen den Forderungen der Rebellen nachzugeben. Im Vertrag von Łęgonice, 1666, gab er seine Reformpläne auf und legte damit indirekt das Fundament für seine im Jahr 1668 folgende freiwillige Abdankung.
Lubomirski ging gestärkt aus dem Konflikt mit dem König hervor, doch als gebrochener Mann starb er bereits 1667 einsam und verlassen im schlesischen Exil. Sein Sieg in der Schlacht bei Mątwy über den König verhinderte wesentliche Schlüsselreformen Polen-Litauens bereits 100 Jahre vor der Ersten Teilung Polens, 1772. Er war ein Wendepunkt sowohl der polnischen wie auch europäischen Geschichte. Lubomirskis Triumph über Johann II. Kasimir war langfristig nur ein Pyrrhussieg und begründete den Niedergang der polnischen Staatlichkeit Ende des 18. Jahrhunderts durch Verhinderung von Reformen bereits im 17. Jahrhundert.

## Familie und sozialer Stand
Er war der Sohn des Wojewoden und Starosten, Fürst Stanisław Lubomirski und der ruthenischen Prinzessin Sofia Lubomirska, geborene Ostrogska. Seit 1641 war er mit Konstancja Ligęza verheiratet. Nach ihrem Tod ging er eine Ehe mit Barbara Tarło 1654 ein. Aus beiden Ehen entsprangen mehrere Söhne und Töchter, unter anderem Hieronim Augustyn Lubomirski.
Als Staatsbeamter war er u. a. Starost von Krakau und Hofmarschall der Krone seit 1647, Großhofmarschall der Krone seit 1650, Feldhetman der Krone sowie Starost von Nowy Sącz und Zips seit 1658.